# Бианка Минте-Кьоних
Бианка Минте-Кьоних (на немски: Bianka Minte-Köning) е германска преподавателка и писателка на произведения в жанра любовен роман, юношеска и детска литература.

## Биография и творчество
Бианка Минте-Кьоних е родена на 28 юли 1947 г. в Берлин, Германия. Учи литература, журналистика и педагогика в Рурския университет като през 1974 г. получава магистърска степен, а през 1975 г. докторска степен.
След дипломирането си работи в института „Грим“ по два изследователски проекта на асоциацията за телевизиите ZDF и NDR. През 1975 г. се премества в Университета за приложни науки „Остфалия“ в Брауншвайг, където от 1980 г. работи като университетски преподавател по литература, медии и театър. В продължение на 3 години е представител на жените от университета като съдейства за насърчаването на девойките и жените за работа в науката и в техническите специалности и области. В периода 1995-2001 г. е била член на Факултетния съвет.
В един от кварталите на Брауншвайг ръководи преустройството на стара плевня в културен център за деца, включващ библиотека с детски книжка с картинки, техническа и научна библиотека за книги с илюстрации, и Институт за научни изследвания и планиране детски медии и за преподаване на авторски четения. В продължение на 10 години ръководи детския театър „Фабула“ и пише пиеси за него. Организира работилници за творческо писане за жени и момичета.
Започва за пише книги за деца и юноши през 1996 г.
Участва с други писатели в съвместната поредица „Палавата Медхен“ като е автор на няколко отделни серии в нея. По поредицата ѝ „Палавата Медхен 2“ са екранизирани 2 филма с участието на Емилия Шуле, Селина Ширин Мюлер и Хенриете Нагел.
Омъжена е, има дъщеря и син. Дъщеря ѝ Гуинет Минте също е писател. От юли 2007 г. в съавторство с дъщеря си публикува поредицата „Любов ли?“.
По романите ѝ са направени много аудиокниги, някои с дъщеря ѝ Гуинет като разказвач.
Бианка Минте-Кьоних живее със семейството си в Брауншвайг и на остров Майорка.

## Произведения

### Серия „Любов & тайни“ (Liebe & Geheimnisse)
1. Esmeraldas Fluch (2002)
2. Schule der dunklen Träume (2004)
3. Schrei aus der Vergangenheit (2006)
4. SMS aus dem Jenseits (2007)
5. Nebel des Vergessens (2007)
Мъглата на забравата, изд.“ Вакон“, София (2009), прев. Жанина Драгостинова
6. Das flüsternde Herz (2007)
7. Liebesbriefe an eine Tote (2008)
8. Die bösen Mädchen von Warfield Manor (2009)

### Серия „Тъмната история на Вандерборг“ (Die dunkle Chronik der Vanderborgs)
1. Estelle – Dein Blut so rot (2010)
2. Amanda – Deine Seele so wild (2011)
3. Louisa – Mein Herz so schwer (2011)

### Участие в общи серии с други писатели

#### Серия „Палавата Медхен“

##### Серия „Вини“ (Vinni)
1. Generalprobe (1998)
2. Theaterfieber (1999)
3. Herzgeflimmer (2001)

##### Серия „Палавата Медхен 2“ (Freche Mädchen 2)
1. Handy-Liebe (2000)
2. Hexentricks & Liebeszauber (2001)
3. Liebesquiz & Pferdekuss (2001)
4. Liebestrank & Schokokuss (2003)
5. Superstars & Liebesstress (2004)
Супер звезди & любовна мъка, изд.“ Вакон“, София (2007), прев. Жанина Драгостинова
6. Liebestest & Musenkuss (2004)
7. Liebeslied & Schulfestküsse (2005)
8. SMS & Liebesstress (2006)
SMS & любовен стрес, изд.“ Вакон“, София (2007), прев. Жанина Драгостинова
9. Freche Flirts & Liebesträume (2009)

##### Серия „Леони“ (Leonie)
1. Liebe … ganz schön peinlich (2006)
2. Liebe … total verrückt (2007)
Любов ли...? Пълна Лудост!, изд.“ Вакон“, София (2008), прев. Жанина Драгостинова
3. Liebe … voll chaotisch (2008)

### Серия „Любов ли?“ (Liebe?) – с Гуинет Минте
1. Liebe? Aber klar doch! (2007)
2. Liebe? Immer wieder! (2007)
3. Liebe? Jetzt sofort?! (2007)
4. Liebe? Nur mit dir! (2008)
5. Liebe? Für immer! (2008)
6. Liebe? Ohne Wenn und Aber! (2009)

### Детска литература

#### Серия „Ела“ (Komm mit)
1. Komm mit, die Schule fängt an (1999)
2. Komm mit, es weihnachtet sehr (1999)
3. Komm mit, wir entdecken den Frühling (2001)
4. Komm mit, wir entdecken den Winter (2001)
5. Komm mit, wir entdecken den Sommer (2002)
6. Komm mit, wir entdecken die Jahreszeiten (2003)
7. Komm mit, wir entdecken das Meer (2004)
8. Komm mit, wir bauen ein Haus (2005)
9. Komm mit in den Kindergarten (2007)
10. Komm mit in die Schule (2008)

### Документалистика
- Fernsehen und Video im Deutschunterricht: zur Didaktik audiovisueller Rezeptions-u. Produktionsmedien (1980)

### Екранизации
- 2008 Freche Mädchen
- 2010 Freche Mädchen 2